# 2011年世界游泳锦标赛美国代表团

美国代表团旗帜

2011年世界游泳锦标赛美国代表团共派出60名运动员参赛。

## 奖牌榜
| 名次 | 代表团 | 金牌 | 银牌 | 铜牌 | 总数 |
| ---- | ------ | ---- | ---- | ---- | ---- |
| 1    | 美国   | 17   | 6    | 9    | 32   |

## 奖牌获得者

### 金牌
1. 公开水域5公里团体计时赛：美国队
2. 女子游泳100米蝶泳：沃梅尔
3. 男子游泳200米自由泳：罗切特
4. 女子游泳100米蛙泳：索尼
5. 男子游泳200米蝶泳：菲尔普斯
6. 男子游泳200米混合泳：罗切特
7. 女子游泳4x200米自由泳接力：富兰克林/昆顿/霍芙/施密特
8. 男子游泳200米仰泳：罗切特
9. 女子游泳200米蛙泳：索尼
10. 男子游泳4x200米自由泳接力：菲尔普斯/范德凯伊/贝伦斯/罗切特
11. 女子游泳200米仰泳：富兰克林
12. 男子游泳100米蝶泳：菲尔普斯
13. 女子游泳4x100米混合泳接力：考芙琳/索尼/沃尔默/富兰克林
14. 女子游泳50米蛙泳：哈迪
15. 男子游泳400米混合泳：罗切特
16. 女子游泳400米混合泳：贝塞尔
17. 男子游泳4x100米混合泳接力：

### 银牌
1. 男子跳水单人10米台：鲍迪亚
2. 女子游泳4x100米自由泳接力
3. 男子游泳200米自由泳：菲尔普斯
4. 女子游泳1500米自由泳：齐格勒
5. 男子游泳200米混合泳：菲尔普斯
6. 男子游泳400米混合泳：克莱里

### 铜牌
1. 女子公开水域5公里：特维切尔
2. 男子游泳4x100米自由泳接力
3. 女子游泳200米混合泳：库克斯
4. 女子游泳100米仰泳：考芙琳
5. 女子游泳50米仰泳：富兰克林
6. 男子游泳200米仰泳：克莱里
7. 男子游泳100米蝶泳：麦克吉尔
8. 女子游泳800米自由泳：齐格勒
9. 女子游泳50米蛙泳：索尼

## 比赛成绩

### 水球

#### 男子
|                   | 比赛对手 | 比分  |
| ----------------- | -------- | ----- |
| 小组赛            | 德国     | 7:9   |
| 小组赛            | 意大利   | 5:8   |
| 小组赛            | 南非     | 20:3  |
| 八强赛资格赛      | 加拿大   | 17:4  |
| 1/4决赛           | 匈牙利   | 8:9   |
| 5-8名排位赛半决赛 | 德国     | 9:8   |
| 5-6名排位赛       | 西班牙   | 10:11 |

#### 女子
|                   | 比赛对手   | 比分 |
| ----------------- | ---------- | ---- |
| 小组赛            | 荷兰       | 7:7  |
| 小组赛            | 匈牙利     | 16:7 |
| 小组赛            | 哈萨克斯坦 | 14:4 |
| 1/4决赛           | 俄罗斯     | 7:9  |
| 5-8名排位赛半决赛 | 加拿大     | 8:4  |
| 5-6名排位赛       | 澳大利亚   | 5:10 |